# Scoparia cyameuta
Scoparia cyameuta là một loài bướm đêm trong họ Crambidae.